# 平成27年度全国高等学校総合体育大会
平成27年度全国高等学校総合体育大会（へいせい27ねんどぜんこくこうとうがっこうそうごうたいいくたいかい）は、2015年（平成27年）7月から2016年（平成28年）2月にかけて行われた全国高等学校総合体育大会である。
実施34競技のうち、30競技による夏季大会が2015年7月28日 - 8月20日を開催期間として近畿ブロック6府県で、冬季大会の4競技が競技種目ごとに下記開催地および開催期間にてそれぞれ実施された。

## 夏季大会
夏季大会は、和歌山県を中心とする近畿ブロックで開催された。総合開会式は7月28日。

### 概要
- 愛称：2015 君が創る 近畿総体[1]
- スローガン：「風になれ 今青春が 走りだす」[1]
- 総合開会式：和歌山ビッグホエール
- 開催地：和歌山県（総合開会式など）、滋賀県、京都府、大阪府、兵庫県、奈良県、三重県
- 特別協賛：大塚製薬
- 協賛：マイナビ・久光製薬・カンコー学生服・JTB・日本郵政グループ

### 実施競技・会場一覧

#### 和歌山県
- 陸上競技（紀三井寺運動公園陸上競技場）
- 剣道（和歌山ビッグホエール）
- ヨット（和歌山セーリングセンター）：今大会より固定開催

#### 滋賀県
- 卓球（滋賀県立体育館）
- ソフトボール（守山市民球場他）
- 登山（高島市）

#### 京都府
- 水泳（競泳・飛び込み）（京都アクアリーナ）
- バスケットボール（島津アリーナ京都他）
- バドミントン（京都府長岡京記念文化会館他）
- レスリング（舞鶴文化公園体育館）
- ホッケー（グリーンランドみずほ他）
- カヌー（久美浜湾カヌー競技場）

#### 大阪府
- 体操（大阪市中央体育館）
- バレーボール（舞洲アリーナ、岸和田市総合体育館）
- ハンドボール（堺市金岡公園体育館他）
- テニス（マリンテニスパーク・北村）
- 自転車競技（トラック、岸和田競輪場）
- なぎなた（大阪府立体育会館）
- 水球（大阪プール）

#### 兵庫県
- サッカー（ノエビアスタジアム神戸他）
- 相撲（洲本市文化体育館）
- ボート（円山川城崎漕艇場）
- ボクシング（兵庫県立総合体育館）
- ウエイトリフティング（明石中央体育会館）
- 少林寺拳法（兵庫県立武道館）

#### 奈良県
- ソフトテニス（奈良県立橿原公苑明日香庭球場）
- 柔道（天理大学杣之内第一体育館）
- 弓道（吉野運動公園総合体育館）
- フェンシング（桜井市芝運動公園総合体育館）
- 空手道（宇陀市総合体育館）
- アーチェリー（奈良県立橿原公苑陸上競技場）

#### 三重県
- 自転車競技（ロード、鈴鹿サーキット）

## 冬季大会
平成27年度全国高等学校総合体育大会では、2015年（平成27年）12月から2016年（平成28年）2月にかけてスキー、スケート・アイスホッケー、ラグビーフットボール、駅伝の4競技が冬季大会として開催された。

### スキー大会
スキー大会は、第65回全国高等学校スキー大会として2016年2月4日 - 2月8日に青森県大鰐町で開催された。スローガンは、「きらり光れ 津軽の雪原 われらが青春」。

#### 概要
- 主催：公益財団法人全国高等学校体育連盟、公益財団法人全日本スキー連盟、青森県、青森県教育委員会、大鰐町、大鰐町教育委員会
- 共催：読売新聞社
- 後援：文部科学省、公益財団法人日本体育協会、日本放送協会、公益財団法人青森県体育協会、大鰐町体育協会
- 主管：公益財団法人全国高等学校体育連盟スキー専門部、青森県高等学校体育連盟、一般財団法人青森県スキー連盟
- 協賛：カンコー学生服、JTB

#### 実施競技・会場一覧
| 競技名 | 競技名                   | 競技名 | 会場地       | 会場                                                |
| ------ | ------------------------ | ------ | ------------ | --------------------------------------------------- |
| スキー | アルペン                 |        | 青森県大鰐町 | 大鰐温泉スキー場 大鰐国際チャンピオンコース         |
| スキー | クロスカントリー         |        | 青森県大鰐町 | 青森あじゃらクロスカントリーコース                  |
| スキー | スペシャルジャンプ       |        | 青森県大鰐町 | 滝ノ沢シャンツェ                                    |
| スキー | ノルディックコンバインド |        | 青森県大鰐町 | 滝ノ沢シャンツェ 青森あじゃらクロスカントリーコース |

### スケート・アイスホッケー大会
スケート・アイスホッケー大会は、第65回全国高等学校スケート競技・アイスホッケー競技選手権大会として2016年1月19日 - 1月23日に岩手県盛岡市、花巻市、二戸市で開催された。スローガンは、「舞い上がれ 氷とともに 風になり」。

#### 概要
- 主催：公益財団法人全国高等学校体育連盟、公益財団法人日本スケート連盟、公益財団法人日本アイスホッケー連盟、岩手県、岩手県教育委員会、盛岡市、盛岡市教育委員会、花巻市、花巻市教育委員会、二戸市、二戸市教育委員会
- 共催：読売新聞社
- 後援：文部科学省、日本体育協会、日本放送協会、公益財団法人岩手県体育協会、公益財団法人盛岡市体育協会、一般財団法人花巻市体育協会、一般社団法人二戸市体育協会
- 主管：公益財団法人全国高等学校体育連盟スケート専門部、岩手県高等学校体育連盟、岩手県スケート連盟、岩手県アイスホッケー連盟

#### 実施競技・会場一覧
| 競技名         | 競技名 | 会場地                            | 会場                                      |
| -------------- | ------ | --------------------------------- | ----------------------------------------- |
| スピード       |        | 盛岡市                            | 岩手県営スケート場 スピードスケートリンク |
| フィギュア     |        | 盛岡市                            | 盛岡市アイスアリーナ                      |
| アイスホッケー |        | 盛岡市                            | 盛岡市アイスリンク                        |
| アイスホッケー | 花巻市 | 石鳥谷アイスアリーナ              |                                           |
| アイスホッケー | 二戸市 | 岩手県立県北青少年の家 スケート場 |                                           |

### ラグビーフットボール大会
ラグビーフットボール大会は、第95回全国高等学校ラグビーフットボール大会として2015年（平成27年）12月27日 - 2016年（平成28年）1月11日に大阪府東大阪市の花園ラグビー場、花園中央公園多目的球技広場で開催された。

### 駅伝大会
駅伝大会は、男子第66回女子第27回全国高等学校駅伝競走大会として2015年（平成27年）12月20日に京都府京都市の京都市西京極総合運動公園陸上競技場、京都市西京極陸上競技場付設マラソンコースで開催された（開会式・表彰式はハンナリーズアリーナで実施）。

#### 概要
- 主催：公益財団法人全国高等学校体育連盟、公益財団法人日本陸上競技連盟、毎日新聞社、京都府、京都府教育委員会、京都市、京都市教育委員会
- 後援：文部科学省、日本放送協会
- 主管：公益財団法人全国高等学校体育連盟陸上競技専門部、一般財団法人京都陸上競技協会、京都府高等学校体育連盟

#### 大会記録

##### 入賞校
| 全国高等学校駅伝競走大会 | 全国高等学校駅伝競走大会 | 優勝          | 2位               | 3位                 | 4位               | 5位             | 6位             | 7位               | 8位                 |
| ------------------------ | ------------------------ | ------------- | ----------------- | ------------------- | ----------------- | --------------- | --------------- | ----------------- | ------------------- |
| 2015年 （平成27年）      | 男子第66回大会           | 世羅 （広島） | 九州学院 （熊本） | 倉敷 （岡山）       | 佐久長聖 （長野） | 小林 （宮崎）   | 洛南 （京都）   | 学法石川 （福島） | 加藤学園 （静岡）   |
| 2015年 （平成27年）      | 女子第27回大会           | 世羅 （広島） | 常磐 （群馬）     | 薫英女学院 （大阪） | 須磨学園 （兵庫） | 西脇工 （兵庫） | 興譲館 （岡山） | 山田 （高知）     | 北九州市立 （福岡） |

##### 区間賞
| 全国高等学校駅伝競走大会 | 全国高等学校駅伝競走大会 | 1区                          | 2区                                  | 3区                                 | 4区                     | 5区                      | 6区                      | 7区                          |
| ------------------------ | ------------------------ | ---------------------------- | ------------------------------------ | ----------------------------------- | ----------------------- | ------------------------ | ------------------------ | ---------------------------- |
| 2015年 （平成27年）      | 男子第66回大会           | 關颯人 （佐久長聖） 29'08"   | 井上広之 （世羅） 8'15"              | ポール・カマイシ （世羅） 22'51"    | 永井拓真 （水城） 23'17 | 山口和也 （世羅） 8'38"  | 植村拓未 （世羅） 14'25" | 中川翔太 （九州学院） 14'16" |
| 2015年 （平成27年）      | 女子第27回大会           | 小吉川志乃舞 （世羅） 19'20" | ヘレン・エカラレ （仙台育英） 12'27" | 髙松望ムセンビ （薫英女学院） 9'33" | 後藤夢 （西脇工） 9'21" | 向井優香 （世羅） 15'26" | -                        | -                            |